# Światowy Festiwal Młodzieży i Studentów
Światowy Festiwal Młodzieży i Studentów – międzynarodowe wydarzenie organizowane przez Światową Federację Młodzieży Demokratycznej (WFDY), lewicową organizację młodzieżową, wraz z Międzynarodową Unią Studentów od 1947 roku.
Największym festiwalem był szósty, który odbył się w 1957 roku w Moskwie. Uczestniczyły w nim 34 tysiące osób ze 131 państw. Na tym festiwalu wylansowana została piosenka „Moscow Nights“. Największym pod względem liczby biorących udział krajów był trzynasty festiwal w Pjongjangu w Korei Północnej, w którym brało udział 170 krajów.
W czasach zimnej wojny wiele festiwali odbyło się w krajach socjalistycznych. W wyniku tego zostały one uznane przez Departament Stanu USA za narzędzie komunistycznej propagandy. 

## Edycje Światowego Festiwalu Młodzieży i Studentów
Festiwale odbywały się: 
- I Festiwal w roku 1947 w Pradze,
- II Festiwal w roku 1949 w Budapeszcie,
- III Festiwal w roku 1951 w Berlinie,
- IV Festiwal w roku 1953 w Bukareszcie,
- V Festiwal w roku 1955 w Warszawie,
- VI Festiwal w roku 1957 w Moskwie,
- VII Festiwal w roku 1959 w Wiedniu,
- VIII Festiwal w roku 1962 w Helsinkach,
- IX Festiwal w roku 1968 w Sofii,
- X Festiwal w roku 1973 w Berlinie,
- XI Festiwal w roku 1978 w Hawanie,
- XII Festiwal w roku 1985 w Moskwie,
- XIII Festiwal w roku 1989 w Pjongjangu,
- XIV Festiwal w roku 1997 w Hawanie,
- XV Festiwal w roku 2001 w Algierze,
- XVI Festiwal w roku 2005 w Caracas,
- XVII Festiwal w roku 2010 w Pretorii,[6]
- XVIII Festiwal w roku 2013 w Quito,[7]
- XIX Festiwal w roku 2017 w Soczi.[8]